# Giulianova Calcio
Giulianova Calcio Srl là một câu lạc bộ bóng đá của hiệp hội Ý có trụ sở tại Giulianova, Abruzzo. Đội bóng đã không gia hạn giấy phép cho bóng đá chuyên nghiệp vào năm 2012. Sau 4 năm không hoạt động, chủ sở hữu mới của câu lạc bộ đã đăng ký chơi bóng đá 2016-17, bao gồm các cầu thủ từ Città di Giulianova.
Sau năm 2012, một vài câu lạc bộ kế thừa nổi lên: ASD Città di Giulianova 1924, ASD Calcio Giulianova, ASD Piccoli Giallorossi và ASD Real Giulianova. Một số đội đã tạm thời được cấp quyền sử dụng logo của Giulianova Calcio, bởi ASD Giuliesi per Semper, chủ sở hữu của logo được mua từ các cuộc đấu giá phá sản.

## Lịch sử
Câu lạc bộ được thành lập vào năm 1924 và chơi trong phần lớn lịch sử của giải vô địch quốc gia Ý, đặc biệt là ở Serie C.
Vào ngày 30 tháng 6 năm 2012 Giulianova đã không nộp đơn đăng ký cho 2012-13 Lega Pro Seconda Divisione vì lý do tài chính. Tư cách thành viên của Giulianova Calcio Srl tại FIGC đã bị thu hồi vào năm 2013.
Vào ngày 19 tháng 7 năm 2012, cựu chủ tịch của câu lạc bộ, Dario D'Agostino, đã bị đình chỉ 8 tháng, cũng như bị trừ 2 điểm trong mùa giải 2012-13 cho câu lạc bộ kế thừa chính thức của Giulianova (nếu có). Một giám đốc khác, Antonio Serena, cũng đã bị đình chỉ trong khoảng 100 ngày do sự bất thường trong quản trị vào ngày 9 tháng 2 năm 2012.

## Di sản
Các tài sản của Giulianova Calcio, bao gồm logo và các danh hiệu, đã được ASD Giuliesi trên Semper hay ASD Giulianova Calcio mua lại, cho phép các đội khác sử dụng logo tạm thời.
Tuy nhiên, vì Città di Giulianova không gia hạn khoản vay của logo vào năm 2015, cũng như các đội trẻ khác đã dựa vào thỏa thuận với Città di Giulianova, việc không gia hạn khoản vay, khiến tất cả các đội không thể sử dụng câu lạc bộ Logo.
ASD Città di Giulianova 1924, là đội xếp hạng cao nhất từ Giulianova trong giải đấu quốc gia, được chuyển đến từ Cologna Paese frazione, Roseto degli Abruzzi, ở tỉnh Teramo. Đội xuống hạng từ 2015-16 Serie D (tầng thứ tư). Đội đã giải thế vào năm 2016.
Một đội khác, ASD Calcio Giulianova, là sự hợp nhất của "Scuola Calcio Giulianova", một học viện trẻ và "Colleranesco", một đội bóng đá nghiệp dư địa phương nằm ở frazione cùng tên. Đội xuống hạng từ 2015-16 Promozione Abruzzo (hạng sáu). Đội bóng đã rút khỏi bóng đá cao cấp vào năm 2016.
Đội thứ ba, ASD Piccoli Giallorossi, là một học viện trẻ khác.
Năm 2016 ASD Real Giulianova trở thành một câu lạc bộ kế thừa bất hợp pháp khác sau khi Città di Giulianova giải thể. Real Giulianova là một đội trong mùa giải 2016-17 Promozione Abruzzo. Câu lạc bộ được chuyển đến từ Castellalto, thuộc tỉnh Teramo. Câu lạc bộ đã thăng hạng lên Eccellenza vào năm 2017.
ASD Giulianova Calcio cũng trở lại giải đấu bóng đá bằng cách vào bóng đá mini địa phương, bằng cách thuê các cầu thủ của cựu Città di Giulianova.
ASD Giulianova Annunziata là một đội khác đến từ Giulianova đã tham gia vào năm 2016-17 Prima Cargetoria.

## Cầu thủ đáng chú ý
Đội tuyển quốc gia Ý

- Gennaro Delvecchio

## Màu sắc và huy hiệu
Màu sắc của nó là vàng và đỏ.

## Sân vận động
Đội chơi các trận đấu trên sân nhà của mình tại Stadio Rubens Fadini.